# بيت البعداني (إب)

تعديل مصدري - تعديل

بيت البعداني محلة تابعة لقرية المحاقر، التابعة لعزلة ريمان بمديرية إب إحدى مديريات محافظة إب في الجمهورية اليمنية.، بلغ تعداد سكانها 128 حسب تعداد اليمن لعام 2004.